# Dicliptera killipii
Dicliptera killipii är en akantusväxtart som beskrevs av Emery Clarence Leonard. Dicliptera killipii ingår i släktet Dicliptera och familjen akantusväxter. Inga underarter finns listade i Catalogue of Life.